# آشوب (فیلم ۲۰۱۴)
آشوب 
(به تلوگویی: Rabhasa) و (به انگلیسی: Chaos) فیلمی محصول سال ۲۰۱۴ و به کارگردانی سانتوش سرینیواس است. در این فیلم بازیگرانی همچون ان.تی راما رائو جونیور، سامانتا روت پرابو، پرانیتا سوبهاش، براماندام، نثار و سایاجی شینده ایفای نقش کرده‌اند.